# Attentati suicidi palestinesi
Uno studio del 2007 relativo agli attentati suicidi portati a compimento da elementi palestinesi nel corso della Seconda Intifada (settembre 2000 - agosto 2005) ha riscontrato che il 39,9% degli attacchi suicidi era stato realizzato da Hamas, il 25,7% dal Movimento per il Jihad Islamico in Palestina (MJIP), il 26,4% da al-Fath, il 5,4% dal Fronte Popolare per la Liberazione della Palestina (FPLP) e il 2,7% rimanente da altre organizzazioni di guerriglia.
Criteri seguiti per questo Elenco: deliberati attacchi deliberatamente portati a compimento da gruppi militanti palestinesi contro civili e forze dell'ordine, nei quali gli attentatori intendevano morire essi stessi a causa del loro attacco.
- Grassetto indica gli attentati che hanno provocato più di 10 morti.
- Grassetto sottolineato indica gli attentati che hanno provocato più di 20 morti.

## Anni Ottanta

### 1989 (1 attentato)
| Nome                                      | Data          | Località             | Numero delle vittime | Note                                                                |
| ----------------------------------------- | ------------- | -------------------- | -------------------- | ------------------------------------------------------------------- |
| Massacro sul bus 405 Tel Aviv-Gerusalemme | 6 luglio 1989 | Presso Kiryat Yearim | 16                   | Attentato suicida del Movimento per il Jihad Islamico in Palestina. |

## Anni Novanta

### 1993 (2 attentati)
| Nome                             | Data           | Località             | Numero delle vittime | Note                                                                                          |
| -------------------------------- | -------------- | -------------------- | -------------------- | --------------------------------------------------------------------------------------------- |
| Attentato del raccordo di Mehola | 16 aprile 1993 | Incrocio di Mehola   | 1                    | Rivendicazione di Hamas. Organizzato insieme al Movimento per il Jihad Islamico in Palestina. |
| Attentato di Beit El             | 4 ottobre 1993 | Vicinanze di Beit El | 29 feriti            | Il membro di Hamas, Sulayman Idan, fu il responsabile dell'attentato.                         |

### 1994 (5 attentati)
| Nome                                                             | Data             | Località    | Numero delle vittime | Note                                                                                      |
| ---------------------------------------------------------------- | ---------------- | ----------- | -------------------- | ----------------------------------------------------------------------------------------- |
| Attentato al bus di Afula                                        | 6 aprile 1994    | Afula       | 8                    | Rivendicazione di Hamas. Organizzato con il Movimento per il Jihad Islamico in Palestina. |
| Attentato della stazione di Hadera                               | 13 aprile 1994   | Hadera      | 5                    | Rivendicato da Hamas. Organizzato con il Movimento per il Jihad Islamico in Palestina.    |
| Attentato al bus di via Dizengoff                                | 19 ottobre 1994  | Tel Aviv    | 22                   | Attribuito a Hamas.                                                                       |
| Attentato di Netzarim                                            | 11 novembre 1994 | Netzarim    | 3                    | Rivendicazione di Hamas. Organizzato con il Movimento per il Jihad Islamico in Palestina. |
| Attentato suicida della stazione di Binyanei Hauma a Gerusalemme | 25 dicembre 1994 | Gerusalemme | 13 feriti            | Attribuito a Hamas.                                                                       |

### 1995 (4 attentati)
| Nome                             | Data            | Località                  | Numero delle vittime | Note |
| -------------------------------- | --------------- | ------------------------- | -------------------- | --- |
| Massacro di Beit Lid             | 22 gennaio 1995 | Incrocio di Beit Lid      | 21                   | Due cariche esplosive. Una fatta detonare dalla squadra di soccorso. Il Movimento per il Jihad Islamico in Palestina ne rivendica la responsabilità. |
| Attentato al bus di Kfar Darom   | 9 aprile 1995   | Vicinanze di Kfar Darom   | 8                    | Hamas ne rivendica la responsabilità. |
| Attentato al bus di Ramat Gan    | 24 luglio 1995  | Ramat Gan                 | 6                    | Hamas ne rivendica la responsabilità. |
| Attentato al bus di Ramat Eshkol | 21 agosto 1995  | Ramat Eshkol, Gerusalemme | 4                    | Il capo della polizia, Noam Eisenman, viene assassinato. Hamas ne rivendica la responsabilità.                                                       |

### 1996 (4 attentati)
| Nome                                                           | Data             | Località                                    | Numero delle vittime | Note                                                                                                 |
| -------------------------------------------------------------- | ---------------- | ------------------------------------------- | -------------------- | --- |
| Attentato dinamitardo della stazione degli autobus di Ashkelon | 25 febbraio 1996 | Ashkelon                                    | 1                    | Hamas ne rivendica la responsabilità.                                                                |
| Primo attentato all'autobus di via Giaffa                      | 25 febbraio 1996 | Gerusalemme Stazione centrale degli autobus | 26                   | Hamas ne rivendica la responsabilità.                                                                |
| Secondo attentato all'autobus di via Giaffa                    | 3 marzo 1996     | Via Giaffa, Gerusalemme                     | 19                   | Hamas ne rivendica la responsabilità.                                                                |
| Attentato del centro Dizengoff                                 | 4 marzo 1996     | Tel Aviv                                    | 13                   | Attribuito ad Hamas. Organizzato congiuntamente con il Movimento per il Jihad Islamico in Palestina. |

### 1997 (3 attentati)
| Nome                                     | Data             | Località                        | Numero delle vittime | Note                                  |
| ---------------------------------------- | ---------------- | ------------------------------- | -------------------- | ------------------------------------- |
| Attentato del caffè Apropo               | 21 marzo 1997    | Tel Aviv                        | 3                    | Hamas ne rivendica la responsabilità. |
| Primo attentato al mercato Mahane Yehuda | 30 luglio 1997   | Mercato popolare di Gerusalemme | 16                   | Hamas ne rivendica la responsabilità. |
| Attentato di via Ben Yehuda del 1997     | 4 settembre 1997 | Gerusalemme, strada Ben Yehuda  | 5                    | Hamas ne rivendica la responsabilità. |

### 1998 (2 attentati)
| Nome                                        | Data            | Località         | Numero delle vittime | Note                                                                                |
| ------------------------------------------- | --------------- | ---------------- | -------------------- | ----------------------------------------------------------------------------------- |
| Primo attentato dinamitardo di Kfar Darom   | 29 ottobre 1998 | Striscia di Gaza | 1                    | Hamas ne rivendica la responsabilità.                                               |
| Attentato dinamitardo di Gerusalemme (1998) | 6 novembre 1998 | Gerusalemme      | 2                    | 20 feriti. Due attentatori suicidi del Movimento per il Jihad Islamico in Palestina |

### 1999 (2 attentati)
| Nome                                                                 | Data             | Località | Numero delle vittime  | Note                                  |
| -------------------------------------------------------------------- | ---------------- | -------- | --------------------- | ------------------------------------- |
| Attentato dinamitardo dell'autobus 960 della Egged bus               | 5 settembre 1999 | Tveria   | Nessun morto o ferito | Hamas ne rivendica la responsabilità. |
| Attentato dinamitardo della Stazione centrale degli autobus di Haifa | 5 settembre 1999 | Haifa    | Nessun morto o ferito | Hamas ne rivendica la responsabilità. |

## Anni Duemila

### 2000 (5 attentati)
| Nome                                                       | Data             | Località           | Numero delle vittime | Note |
| ---------------------------------------------------------- | ---------------- | ------------------ | -------------------- | --- |
| Attentato dinamitardo di Gaza (2000)                       | 26 ottobre 2000  | Striscia di Gaza   | 1 ferito             | Giovane suicida su una bicicletta. Il Movimento per il Jihad Islamico in Palestina ne rivendica la responsabilità. |
| Attentato dinamitardo del mercato Mahane Yehuda (2000)     | 2 novembre 2000  | Gerusalemme        | 2                    | Autobomba. Il Movimento per il Jihad Islamico in Palestina ne rivendica la responsabilità.                         |
| Secondo attentato dinamitardo di Kfar Darom                | 20 novembre 2000 | Striscia di Gaza   | 2                    | Hamas ne rivendica la responsabilità.                                                                              |
| Attentato dinamitardo lungo la strada principale di Hadera | 22 novembre 2000 | Hadera             | 2                    | Autobomba. Hamas ne rivendica la responsabilità.                                                                   |
| Attentato dinamitardo di Mehola                            | 22 dicembre 2000 | Incrocio di Mehola | 3 feriti             | Hamas ne rivendica la responsabilità.                                                                              |

### 2001 (40 attentati)
| Nome                                                              | Data             | Località                                                       | Numero delle vittime | Note |
| ----------------------------------------------------------------- | ---------------- | -------------------------------------------------------------- | -------------------- | --- |
| Attentato dinamitardo del centro di Netanya                       | 1º gennaio 2001  | Netanya                                                        | 60 feriti            | Hamas ne rivendica la responsabilità.                                                                                      |
| Attentato dinamitardo del ponte di Tayibe                         | 10 gennaio 2001  | Tayibe                                                         | 2 feriti             | Il Movimento per il Jihad Islamico in Palestina ne rivendica la responsabilità.                                            |
| Attentato dinamitardo del Beit Yisrael                            | 8 febbraio 2001  | Gerusalemme                                                    | 2 feriti             | Hamas ne rivendica la responsabilità.                                                                                      |
| Attentato dinamitardo dell'incrocio di Mei Ami                    | 1º marzo 2001    | Vadi Ara                                                       | 1                    | Hamas ne rivendica la responsabilità.                                                                                      |
| Attentato dinamitardo di Netanya                                  | 4 marzo 2001     | Netanya                                                        | 3                    | Hamas ne rivendica la responsabilità.                                                                                      |
| Attentato dinamitardo della zona industriale di Talpiot           | 27 marzo 2001    | Gerusalemme                                                    | 7 feriti             | Il Movimento per il Jihad Islamico in Palestina ne rivendica la responsabilità.                                            |
| Attentato dinamitardo dell'autobus n° 6 della Egged Bus           | 27 marzo 2001    | Collina Francese, Gerusalemme                                  | 28 feriti            | Hamas ne rivendica la responsabilità.                                                                                      |
| Attentato di Mifgash Shalom                                       | 28 marzo 2001    | Stazione di rifornimento di Mifgash Shalom, Kfar Sava          | 2                    | Hamas ne rivendica la responsabilità.                                                                                      |
| Attentato dinamitardo di Kfar Sava                                | 22 aprile 2001   | Kfar Sava                                                      | 1                    | Hamas e il Movimento per il Jihad Islamico in Palestina ne rivendicano la responsabilità.                                  |
| Attentato dinamitardo di Or Yehuda                                | 23 aprile 2001   | Vicinanze dell'Aeroporto Ben Gurion                            | 8 feriti             | Hamas ne rivendica la responsabilità.                                                                                      |
| Attentato dinamitardo del bus scolastico di Nablus                | 29 aprile 2001   | Nablus, Cisgiordania                                           | Nessuna vittima      | Hamas ne rivendica la responsabilità.                                                                                      |
| Attentato suicida del centro commerciale di HaSharon              | 18 maggio 2001   | Centro commerciale di HaSharon (Netanya)                       | 5                    | Hamas ne rivendica la responsabilità.                                                                                      |
| Attentato dinamitardo del centro commerciale di Hadera            | 25 maggio 2001   | Hadera                                                         | Nessuna vittima      | Hamas ne rivendica la responsabilità.                                                                                      |
| Attentato suicida della stazione centrale degli autobus di Hadera | 25 maggio 2001   | Stazione centrale degli autobus, Hadera                        | 65 feriti            | 2 Palestinesi all'interno di un'autobomba. Il Movimento per il Jihad Islamico in Palestina ne rivendica la responsabilità. |
| Attentato dinamitardo del centro di Gerusalemme                   | 27 maggio 2001   | Gerusalemme                                                    | Nessuno              | L'FPLP ne rivendica la responsabilità.                                                                                     |
| Attentato dinamitardo di via Giaffa                               | 27 maggio 2001   | Gerusalemme                                                    | 30 feriti            | Il Movimento per il Jihad Islamico in Palestina ne rivendica la responsabilità.                                            |
| Attentato dinamitardo della scuola di Netanya                     | 30 maggio 2001   | Netanya                                                        | 8 feriti             | Il Movimento per il Jihad Islamico in Palestina ne rivendica la responsabilità.                                            |
| Attentato suicida della discoteca Dolphinarium                    | 1º giugno 2001   | Tel Aviv                                                       | 21                   | Hamas ne rivendica la responsabilità.                                                                                      |
| Attentato dinamitardo di Dugit                                    | 22 giugno 2001   | Striscia di Gaza                                               | 2                    | Esplosione di un'autobomba. Hamas ne rivendica la responsabilità.                                                          |
| Attentato dinamitardo del suburbio di Yehud                       | 2 luglio 2001    | Tel Aviv                                                       | 6 feriti             | Esplosione di due diverse bombe. L'FPLP ne rivendica la responsabilità                                                     |
| Attentato dinamitardo di Kissufim                                 | 9 luglio 2001    | Posto di blocco della parte meridionale della Striscia di Gaza | Nessuno              | Esplosione di due bombe. Hamas ne rivendica la responsabilità.                                                             |
| Attentato suicida della stazione ferroviaria di Binyamina         | 16 luglio 2001   | Binyamina                                                      | 2                    | Hamas e il Movimento per il Jihad Islamico in Palestina ne rivendicano la responsabilità.                                  |
| Attentato dinamitardo del Moshav Beka'ot                          | 8 agosto 2001    | Settentrione della Valle del Giordano                          | 1 ferito             | Hamas ne rivendica la responsabilità.                                                                                      |
| Attentato suicida del ristorante Sbarro                           | 9 agosto 2001    | Centro di Gerusalemme                                          | 15                   | Organizzato da Hamas insieme al Movimento per il Jihad Islamico in Palestina.                                              |
| Attentato dinamitardo del ristorante Wall-Street                  | 12 agosto 2001   | Kiryat Motzkin                                                 | 21 feriti            | Il Movimento per il Jihad Islamico in Palestina ne rivendica la responsabilità.                                            |
| Attentato dinamitardo del Russian Compound                        | 21 agosto 2001   | Centro di Gerusalemme                                          | 1 ferito             | Hamas ne rivendica la responsabilità.                                                                                      |
| Esplosione di un'autobomba a Gerusalemme                          | 3 settembre 2001 | Gerusalemme                                                    | 3 feriti             | Serie di esplosioni di autobomba.                                                                                          |
| Attentato dinamitardo della strada di Hanevi'im                   | 4 settembre 2001 | Gerusalemme                                                    | 20 feriti            | Hamas ne rivendica la responsabilità.                                                                                      |
| Attentato suicida della stazione ferroviaria di Nahariya          | 9 settembre 2001 | Stazione ferroviaria di Nahariya                               | 3                    | L'attentatore suicida che si fa saltare in aria era un cittadino arabo israeliano. Hamas ne rivendica la responsabilità.   |
| Attentato dinamitardo dell'incrocio di Beit Lid                   | 9 settembre 2001 | Vicinanze di Netanya                                           | 17 feriti            | Hamas ne rivendica la responsabilità.                                                                                      |
| Attentato dinamitardo delle vicinanze di Talpiot                  | 1º ottobre 2001  | Gerusalemme                                                    | Nessuno              | Hamas ne rivendica la responsabilità.                                                                                      |
| 1° attacco al posto di blocco di Erez                             | 7 ottobre 2001   | Posto di transito di Erez, presso Gaza                         | Nessuno              | Hamas ne rivendica la responsabilità.                                                                                      |
| Attentato dinamitardo del Kibbutz Shluhot                         | 7 ottobre 2001   | Kibbutz Shluhot                                                | 1                    | Il Movimento per il Jihad Islamico in Palestina ne rivendica la responsabilità.                                            |
| 2° attacco al posto di blocco di Erez                             | 26 novembre 2001 | Striscia di Gaza                                               | 2 feriti             | Hamas ne rivendica la responsabilità.                                                                                      |
| 1° attentato dinamitardo all'autobus n. 823 della Egged           | 29 novembre 2001 | Incrocio di Wadi Ara                                           | 3                    | Compiuto dal Movimento per il Jihad Islamico in Palestina assieme alle Brigate dei Martiri di al-Aqsa.                     |
| Attentato di via Ben Yehuda del 2001                              | 1º dicembre 2001 | Centro di Gerusalemme                                          | 11                   | Hamas ne rivendica la responsabilità.                                                                                      |
| Attentato suicida dell'autobus n. 16 di Haifa                     | 2 dicembre 2001  | Haifa                                                          | 15                   | Hamas ne rivendica la responsabilità.                                                                                      |
| Attentato dinamitardo dell'Hilton Mamilla                         | 5 dicembre 2001  | Mamilla, Gerusalemme                                           | 11 feriti            | Eseguito dal Movimento per il Jihad Islamico in Palestina assieme a Hamas.                                                 |
| Attentato dinamitardo del posto di blocco di Tel Hanan            | 9 dicembre 2001  | Check Post Junction in direzione di Tel Hanan (area di Haifa)  | 30 feriti            | Il Movimento per il Jihad Islamico in Palestina ne rivendica la responsabilità.                                            |
| Attentato dinamitardo di Neve Dekalim                             | 12 dicembre 2001 | Neve Dekalim                                                   | 4 feriti             | Hamas ne rivendica la responsabilità.                                                                                      |

### 2002 (48 attentati)
| Nome                                                                       | Data              | Località                                          | Numero delle vittime | Note |
| -------------------------------------------------------------------------- | ----------------- | ------------------------------------------------- | -------------------- | --- |
| Attentato dinamitardo del centro commerciale all'aperto di Tel Aviv (2002) | 25 gennaio 2002   | Tel Aviv                                          | 25 feriti            | Doppio attacco suicida, attuato dal Movimento per il Jihad Islamico in Palestina assieme al Fatḥ.                                                                                              |
| Attentato di via Giaffa                                                    | 27 gennaio 2002   | Gerusalemme                                       | 1                    | Primo attacco suicida femminile della Seconda Intifada (Intifada al-Aqsa), Wafa Idris. Hamas ne rivendica la responsabilità.                                                                   |
| Attentato dinamitardo di Tayibe                                            | 31 gennaio 2002   | Tayibe                                            | Nessuna vittima      | Hamas ne rivendica la responsabilità. |
| Attentato di Karnei Shomron                                                | 16 febbraio 2002  | Karnei Shomron, Cisgiordania                      | 3                    | circa 30 feriti (6 gravi). Il FPLP ne rivendica la responsabilità. |
| Attentato dinamitardo della strada Maale Adumim - Gerusalemme              | 18 febbraio 2002  | Gerusalemme                                       | 1                    | Un militare israeliano ucciso dall'esplosione innescata quando un conducente di un'automobile si è fermato al check-point. Le Brigate dei Martiri di al-Aqsa ne rivendicano la responsabilità. |
| Attentato suicida del supermercato di Efrat                                | 22 febbraio 2002  | Efrat, Cisgiordania                               | 1 ferito             | Attentato suicida nel supermercato. |
| Attentato dinamitardo di Maccabim                                          | 27 febbraio 2002  | Maccabim, Cisgiordania                            | 3 feriti             | Hamas ne rivendica la responsabilità. |
| Massacro della Yeshivat Beit Yisrael                                       | 2 marzo 2002      | Yeshiva a Gerusalemme                             | 11                   | Le Brigate dei Martiri di al-Aqsa ne rivendicano la responsabilità. |
| 2° attentato dinamitardo dell'autobus 823 della Egged                      | 5 marzo 2002      | Afula                                             | 1                    | Il Movimento per il Jihad Islamico in Palestina ne rivendica la responsabilità. |
| Attentato dinamitardo della lobby dell'Ariel hotel                         | 7 marzo 2002      | Ariel, Cisgiordania                               | 15 feriti (1 grave)  | Il FPLP ne rivendica la responsabilità. |
| Attentato del caffè Moment                                                 | 9 marzo 2002      | Rehavia, Gerusalemme                              | 11                   | Hamas ne rivendica la responsabilità. |
| Attentato dinamitardo dell'autobus n. 22 della Egged                       | 17 marzo 2002     | Gerusalemme                                       | 25 feriti            | Hamas ne rivendica la responsabilità. |
| 3° attentato dinamitardo dell'autobus 823 della Egged                      | 20 marzo 2002     | Vadi Ara, Incrocio di Muzmuz                      | 7                    | Il Movimento per il Jihad Islamico in Palestina ne rivendica la responsabilità. |
| Attentato di strada re Giorgio                                             | 21 marzo 2002     | Gerusalemme                                       | 3                    | Le Brigate dei Martiri di al-Aqsa ne rivendicano la responsabilità. |
| Massacro di Pesach                                                         | 27 marzo 2002     | Netanya                                           | 30                   | Attacco suicida al Seder di Pesach che si svolgeva al Park Hotel. Attuato da Hamas e dal Movimento per il Jihad Islamico in Palestina.                                                         |
| Attentato dinamitardo del supermercato di Kiryat HaYovel                   | 29 marzo 2002     | Kiryat Yovel a Gerusalemme                        | 2                    | Hamas ne rivendica la responsabilità. |
| Attentato dinamitardo del Caffè di Allenby Street                          | 30 marzo 2002     | Tel Aviv                                          | 1                    | Le Brigate dei Martiri di al-Aqsa ne rivendicano la responsabilità. |
| Attentato dinamitardo di Baqa al-Gharbiyya                                 | 30 marzo 2002     | Baqa al-Gharbiyya                                 | 1                    | Autobomba che i palestinesi tentavano di introdurre in Israele. |
| Attentato suicida del ristorante Matza                                     | 31 marzo 2002     | Haifa                                             | 15                   | Hamas. |
| Centro medico di Efrat                                                     | 31 marzo 2002     | Efrat, Cisgiordania                               | 4 feriti (1 grave)   | Hamas ne rivendica la responsabilità. |
| Attentato dinamitardo del posto di blocco di Gerusalemme                   | 1º aprile 2002    | Gerusalemme                                       | 1                    | Le Brigate dei Martiri di al-Aqsa ne rivendicano la responsabilità. |
| Attentato dinamitardo dell'incrocio di Yagur                               | 10 aprile 2002    | Yagur                                             | 8                    | Il Movimento per il Jihad Islamico in Palestina ne rivendica la responsabilità. |
| 3° attentato del mercato Mahane Yehuda                                     | 12 aprile 2002    | Gerusalemme                                       | 6                    | Le Brigate dei Martiri di al-Aqsa ne rivendicano la responsabilità. |
| Attentato dinamitardo di Rishon LeZion (2002)                              | 7 maggio 2002     | Rishon LeZion                                     | 15                   | Hamas ne rivendica la responsabilità. |
| Attentato del mercato di Netanya                                           | 19 maggio 2002    | Netanya                                           | 3                    | Attuato da Hamas assieme al FPLP. |
| Attentato dinamitardo della via Afula                                      | 20 maggio 2002    | Afula                                             | Nessuno              | Hamas ne rivendica la responsabilità. |
| Attentato dinamitardo della via Rothschild                                 | 22 maggio 2002    | Rishon Lezion                                     | 2                    | Hamas ne rivendica la responsabilità. |
| Attentato dinamitardo Pi Glilot                                            | 23 maggio 2002    | Nord di Tel Aviv                                  | Nessuno              | Una bomba esplode sotto un'autocisterna di carburante. Il mezzo brucia per intero ma le conseguenze sono rapidamente contenute.                                                                |
| Attentato dinamitardo della discoteca Studio 49                            | 24 maggio 2002    | Tel Aviv                                          | 5 feriti             | La guardia addetta alla sicurezza apre il fuoco su un palestinese che tenta di far detonare un'autobomba. Il palestinese muore ma la bomba esplode prematuramente, ferendo i presenti.         |
| Attentato dinamitardo del centro commerciale di Petah Tikva                | 27 maggio 2002    | Petah Tiqwa                                       | 2                    | Le Brigate dei Martiri di al-Aqsa ne rivendicano la responsabilità. |
| Attentato al bus di Megiddo                                                | 5 giugno 2002     | Incrocio di Megiddo                               | 17                   | Il Movimento per il Jihad Islamico in Palestina ne rivendica la responsabilità. |
| Attentato dinamitardo del ristorante di shawarma di Herzliya               | 11 giugno 2002    | Herzliya                                          | 1                    | Hamas ne rivendica la responsabilità. |
| Attentato al bus all'incrocio di Patt                                      | 18 giugno 2002    | Gerusalemme                                       | 19                   | Hamas ne rivendica la responsabilità. |
| Massacro dell'incrocio della Collina Francese                              | 19 giugno 2002    | Collina Francese, Gerusalemme                     | 7                    | Le Brigate dei Martiri di al-Aqsa ne rivendicano la responsabilità. |
| Attentato di Itamar del 2002                                               | 20 giugno 2002    | Itamar, Cisgiordania                              | 5                    | Il Fronte Popolare per la Liberazione della Palestina ne rivendicò la responsabilità. |
| Attacco all'autobus a Immanuel                                             | 16 luglio 2002    | Autobus n. 189 Emmanuel-Bnei Brak                 | 9                    | Detonazione di un ordigno esplosivo. Hamas ne rivendica la responsabilità. |
| Attentato dinamitardo di via Neve Shaanan                                  | 17 luglio 2002    | Sud di Tel Aviv                                   | 5                    | Hamas ne rivendica la responsabilità. |
| Attentato dinamitardo di via Nevi'im                                       | 30 luglio 2002    | Gerusalemme                                       | 5 feriti             | Probabile esplosione prematura di una bomba. |
| Massacro dell'Università Ebraica                                           | 31 luglio 2002    | Università ebraica, Gerusalemme                   | 9                    | Inclusi statunitensi e francesi. L'attentatore proveniva da Gerusalemme Est. Hamas ne rivendica la responsabilità.                                                                             |
| Attacco all'autobus n. 361 all'incrocio di Meron                           | 4 agosto 2002     | Incrocio di Meron                                 | 9                    | L'attentatore arabo era cittadino israeliano. Hamas ne rivendica la responsabilità. |
| 1° attentato di Umm al-Fahm                                                | 5 agosto 2002     | Incrocio di Umm al-Fahm a Wadi Ara                | 1 ferito             | Il palestinese si fa esplodere a bordo di un taxi, ferendo l'autista arabo israeliano di Nazaret.                                                                                              |
| 2° attentato di Umm al-Fahm                                                | 18 settembre 2002 | Incrocio di Umm al-Fahm a Wadi Ara                | 1                    | Il Movimento per il Jihad Islamico in Palestina ne rivendica la responsabilità. |
| Attentato dinamitardo dell'autobus della via Allenby                       | 19 settembre 2002 | autobus nº 4, presso la Grande Sinagoga, Tel Aviv | 6                    | Hamas ne rivendica la responsabilità. |
| Attentato dinamitardo di via Geha                                          | 18 ottobre 2002   | Intersezione Bar-Ilan con via Geha                | 1                    | Hamas ne rivendica la responsabilità. |
| Attentato suicida dell'incrocio di Karkur                                  | 21 ottobre 2002   | Incrocio di Karkur                                | 14                   | 2 attentatori suicidi fanno esplodere una jeep a bordo della quale erano stipati 100 kg. di TNT. Il Movimento per il Jihad Islamico in Palestina ne rivendica la responsabilità.               |
| Attentato dinamitardo della stazione di carburanti Sonol                   | 21 ottobre 2002   | Ariel, Cisgiordania                               | 3                    | Le vittime tentano inutilmente d'impedire l'innesco dell'esplosivo da parte di palestinesi. Hamas ne rivendica la responsabilità.                                                              |
| Attentato dinamitardo del negozio di Kfar Sava                             | 4 novembre 2002   | Kfar Sava                                         | 2                    | Il Movimento per il Jihad Islamico in Palestina ne rivendica la responsabilità. |
| Attentato dinamitardo dell'autobus di Kiryat Menachem                      | 21 novembre 2002  | Kiryat Menahem, Gerusalemme                       | 11                   | Hamas ne rivendica la responsabilità. |

### 2003 (23 attentati)
| Nome                                                                      | Data             | Località                                             | Numero delle vittime | Note |
| ------------------------------------------------------------------------- | ---------------- | ---------------------------------------------------- | -------------------- | --- |
| Massacro della stazione centrale di Tel Aviv                              | 5 gennaio 2003   | Zona meridionale di Tel Aviv                         | 23                   | Pianificata da due membri delle Brigate dei Martiri di al-Aqsa (Fath), con la collaborazione del Movimento per il Jihad Islamico in Palestina.               |
| Massacro del bus 37 ad Haifa                                              | 5 marzo 2003     | Vicinanze di Carmeliya, Haifa                        | 17                   | Probabilmente, ma non sicuramente, perpetrato da membri di Hamas.                                                                                            |
| Attentato dinamitardo del London Cafe                                     | 30 marzo 2003    | Netanya                                              | 54 feriti            | Il Movimento per il Jihad Islamico in Palestina ne rivendica la responsabilità.                                                                              |
| Attentato dinamitardo della stazione ferroviaria di Kfar Sava             | 24 aprile 2003   | Kfar Sava                                            | 1                    | 13 feriti (2 gravemente). Il FPLP ne rivendica la responsabilità assieme alle Brigate dei Martiri di al-Aqsa.                                                |
| Attentato suicida di Mike's Place                                         | 30 aprile 2003   | Pub Mike's Place, Tel Aviv                           | 3                    | Organizzato da Hamas usando un cittadino britannico di origine pakistana, unitamente alle Brigate dei Martiri di al-Aqsa.                                    |
| Attacco di piazza Gross                                                   | 17 maggio 2003   | Piazza Gross, Hebron, Cisgiordania                   | 2                    | Hamas ne rivendica la responsabilità. |
| Attentato esplosivo sull'autobus nº 6 di Gerusalemme                      | 18 maggio 2003   | Gerusalemme                                          | 7                    | Hamas ne rivendica la responsabilità. |
| 3° attentato dinamitardo di Kfar Darom                                    | 19 maggio 2003   | Striscia di Gaza                                     | 3 feriti             | Un attentatore suicida palestinese a bordio di una bicicletta fa saltare in aria se stesso vicino a una jeep militare. Hamas ne rivendica la responsabilità. |
| Attentato dinamitardo del centro commerciale di Afula                     | 19 maggio 2003   | Centro commerciale di Afula                          | 3                    | Hamas ne rivendica la responsabilità. |
| Attentato dinamitardo dell'autobus di Netzarim                            | 22 maggio 2003   | Netzarim, Striscia di Gaza                           | 9 feriti             | Hamas ne rivendica la responsabilità. |
| Attentato dinamitardo dell'autobus di piazza Davidka                      | 11 giugno 2003   | Centro di Gerusalemme                                | 17                   | Hamas ne rivendica la responsabilità. |
| Attentato dinamitardo di Sdei Trumot                                      | 19 giugno 2003   | Moshav Sdei Trumot                                   | 1                    | Il Movimento per il Jihad Islamico in Palestina ne rivendica la responsabilità.                                                                              |
| Attentato dinamitardo di Kfar Yavetz                                      | 7 luglio 2003    | Kfar Yavetz                                          | 1                    | Il Movimento per il Jihad Islamico in Palestina ne rivendica la responsabilità.                                                                              |
| Attentato dinamitardo della stazione degli autobus di Ariel               | 12 agosto 2003   | Ariel, Cisgiordania                                  | 2                    | Hamas ne rivendica la responsabilità. |
| Attentato dinamitardo di Rosh HaAyin                                      | 12 agosto 2003   | Rosh HaAyin                                          | 1                    | |
| Attentato dinamitardo dell'autobus di Shmuel HaNavi                       | 19 agosto 2003   | Shmuel Hanavi, Gerusalemme                           | 23                   | Hamas ne rivendica la responsabilità. |
| Attacco della fermata d'autobus di Tzrifin                                | 9 settembre 2003 | Fermata d'autobus presso la base militare di Tzrifin | 9                    | Hamas ne rivendica la responsabilità. |
| Attentato dinamitardo del Café Hillel                                     | 9 settembre 2003 | Café Hillel, Gerusalemme                             | 7                    | Hamas ne rivendica la responsabilità. |
| Attentato suicida del ristorante Maxim                                    | 4 ottobre 2003   | Haifa                                                | 21                   | Il Movimento per il Jihad Islamico in Palestina ne rivendica la responsabilità.                                                                              |
| Attentato dinamitardo di Tulkarem                                         | 9 ottobre 2003   | Tulkarem, Cisgiordania                               | 3 feriti             | Hamas ne rivendica la responsabilità. |
| Attentato dinamitardo dell'incrocio di Beit Hanoun                        | 15 ottobre 2003  | Striscia di Gaza                                     | 3                    | Le vittime facevano parte di un convoglio diplomatico statunitense.                                                                                          |
| Attentato dinamitardo di Azzoun                                           | 3 novembre 2003  | Azzoun, Cisgiordania                                 | 1 ferito             | Le Brigate dei Martiri di al-Aqsa ne rivendicano la responsabilità.                                                                                          |
| Attentato dinamitardo della stazione d'interscambio degli autobus di Geha | 25 dicembre 2003 | Incrocio di Geha                                     | 4                    | Oltre 20 feriti. Il FPLP ne rivendica la responsabilità. |

### 2004 (18 attentati)
| Nome                                                          | Data              | Località                                                                 | Numero delle vittime | Note |  |
| ------------------------------------------------------------- | ----------------- | ------------------------------------------------------------------------ | -------------------- | --- |  |
| 3° attacco del passaggio di Erez                              | 14 gennaio 2004   | Striscia di Gaza                                                         | 4                    | Le Brigate dei Martiri di al-Aqsa e Hamas ne rivendicano congiuntamente la responsabilità. |  |
| Attentato dell'autobus di via Gaza                            | 29 gennaio 2004   | Rehavia, Gerusalemme                                                     | 11                   | Le Brigate dei Martiri di al-Aqsa e Hamas ne rivendicano la responsabilità. |  |
| Attentato all'autobus di parco Liberty Bell                   | 22 febbraio 2004  | Giardini di Liberty Bell, Gerusalemme                                    | 8                    | Le Brigate dei Martiri di al-Aqsa ne rivendica la responsabilità. |  |
| 4° attacco del passaggio di Erez                              | 6 marzo 2004      | Striscia di Gaza                                                         | 3                    | Le vittime sono poliziotti palestinesi morti nella sparatoria e nell'attentato suicida di un'autobomba. Due dei veicoli esplodono dalla parte palestinese di Erez. Quattro palestinesi muoiono. Nessun soldato israeliano delle IDF viene ferito. Hamas, Movimento per il Jihad Islamico in Palestina e l'ala militare di al-Fath ne rivendicano la responsabilità. |  |
| Massacro del porto di Ashdod                                  | 14 marzo 2004     | Porto di Ashdod                                                          | 10                   | Doppio attacco dinamitardo suicida. Progettato dalle Brigate dei Martiri di al-Aqsa insieme a Hamas. |  |
| 5° attacco del passaggio di Erez                              | 17 aprile 2004    | Passaggio di Erez, Striscia di Gaza                                      | 1                    | Progettato dalle Brigate dei Martiri di al-Aqsa insieme a Hamas. |  |
| Attacco suicida di Deir al-Balah                              | 26 aprile 2004    | Striscia di Gaza                                                         | 2                    | Le vittime furono palestinesi, morti allorché un altro palestinese, imbottito di esplosivo, si fa saltare in aria mentre tenta d'infiltrarsi in Israele. |  |
| Assalto dinamitardo di Gaza                                   | 30 aprile 2004    | Striscia di Gaza                                                         | 4 feriti             | L'originario obiettivo dell'attentatore era un autobus pieno di coloni israeliani ma il mezzo riesce a sfuggire all'attacco, inducendo l'aggressore a rivolgersi al successivo automezzo, che è una pattuglia dell'esercito israeliano, ferendo tutti e quattro i suoi occupanti. Eseguito da Hamas.                                                                |  |
| Attentato dinamitardo del posto di blocco di Beka'ot          | 22 maggio 2004    | Posto di blocco di Beka'ot, Vallata del Giordano, Cisgiordania           | 1 ferito             | Il Fronte Popolare per la Liberazione della Palestina ne rivendica la responsabilità. |  |
| Attentato dinamitardo della fermata degli autobus di Tel Aviv | 11 luglio 2004    | Tel Aviv                                                                 | 1                    | Hamas ne rivendica la responsabilità. |  |
| Attacco del posto di blocco di Kalandia                       | 11 agosto 2004    | Kalandia, Cisgiordania                                                   | 2                    | Le vittime sono Palestinesi in fila al checkpoint. Diciotto persone (inclusi sei poliziotti israeliani di frontiera) sono ferite. |  |
| Attentato dinamitardo dell'autobus di Beersheba               | 31 agosto 2004    | Centro di Beersheba. Attentati agli autobus nº 7 e nº 12                 | 16                   | Hamas ne rivendica la responsabilità. |  |
| Attacco del posto di blocco di Baka al-Sharkiyeh              | 8 settembre 2004  | Presso la "Linea verde" tra la frontiere israeliana e quella cisgiordana | Nessuna              | Le Brigate dei Martiri di al-Aqsa ne rivendicano la responsabilità. |  |
| Attentato suicida della Porta di Kalandia                     | 14 settembre 2004 | Sud di Kalandia (Cisgiordania)                                           | 2 feriti             | Un attentatore suicida su una bicicletta si fa saltare in aria nei pressi di una jeep armata dell'IDF che staziona vicino all'ingresso si un insediamento agricolo. |  |
| Attentato dinamitardo dell'incrocio della Collina Francese    | 22 settembre 2004 | Collina Francese, Gerusalemme                                            | 2                    | Le Brigate dei Martiri di al-Aqsa ne rivendicano la responsabilità. |  |
| Attentati dinamitardi del 2004 nel Sinai                      | 7 ottobre 2004    | penisola del Sinai, Egitto                                               | 34                   | Attentato suicida a due alberghi per vacanze nel Sinai frequentati da turisti israeliani: trentuno persone sono uccise nel Taba Hilton e tre a Ra's al-Satan. Tra i morti figurano 12 israeliani: oltre 120 persone sono ferite. L'attacco è organizzato da Iyad Saleh ed eseguito da un gruppo palestinese non meglio identificato.                                |  |
| Attentati dinamitardi del mercato di Carmel                   | 1º novembre 2004  | Tel Aviv                                                                 | 3                    | Oltre 30 feriti. Il FPLP ne rivendica la responsabilità. |  |
| Attacco al passaggio di Karni                                 | 7 dicembre 2004   | Passaggio di Karni, Striscia di Gaza                                     | 1                    | Un militare israeliano dell'IDF dell'unità cinofila di Oketz viene ucciso da una bomba assieme al suo cane quando un'autobomba esplode a NO del Passaggio di Karni. Quattro soldati restano feriti in uno scambio di colpi d'arma da fuoco mentre tentavano di recuperare il corpo del caduto. Hamas ne rivendica la responsabilità.                                |  |

### 2005 (9 attentati)
| Nome                                                                    | Data             | Località                             | Numero delle vittime       | Note |
| ----------------------------------------------------------------------- | ---------------- | ------------------------------------ | -------------------------- | --- |
| Attacco di Morag                                                        | 12 gennaio 2005  | Morag, Sud della Striscia di Gaza    | 1                          | Un civile israeliano è ucciso e tre soldati israeliani feriti quando una bomba vien fatta detonare contro un veicolo militare di pattuglia lungo la strada presso Morag. Due palestinesi sono uccisi dai soldati. L'area è minata da ordigni-trappola, oltre alla bomba esplosa. Il Movimento per il Jihad Islamico in Palestina ne rivendica la responsabilità. |
| Attacco al passaggio di frontiera di Karni                              | 13 gennaio 2005  | Passaggio di Karni, Striscia di Gaza | 6                          | Attuato congiuntamente da Hamas, dalle Brigate dei Martiri di al-Aqsa del Fath e dai Comitati di Resistenza Popolare. |
| Attacco del posto di blocco di Gush Katif                               | 18 gennaio 2005  | Gush Katif, Striscia di Gaza         | 1                          | Hamas ne rivendica la responsabilità. |
| Attentato dinamitardo dello Stage Club                                  | 25 febbraio 2005 | Lungomare di Tel Aviv                | 5                          | Attuato dalle Brigate dei Martiri di al-Aqsa, col coinvolgimento di Hizballah. |
| 1° attentato suicida del centro commerciale di HaSharon                 | 12 luglio 2005   | Netanya                              | 5                          | Il Movimento per il Jihad Islamico in Palestina ne rivendica la responsabilità. |
| Attentato dinamitardo della stazione centrale degli autobus di Beersheb | 28 agosto 2005   | Beersheba                            | 50 feriti, 2 in modo grave | Attuato dal Movimento per il Jihad Islamico in Palestina assieme alle Brigate dei Martiri di al-Aqsa. |
| Attentato dinamitardo del mercato di Hadera                             | 26 ottobre 2005  | Hadera                               | 7                          | Il Movimento per il Jihad Islamico in Palestina ne rivendica la responsabilità. |
| 2° attentato suicida del centro commerciale di HaSharon                 | 5 dicembre 2005  | Netanya                              | 5                          | Il Movimento per il Jihad Islamico in Palestina ne rivendica la responsabilità. |
| Attentato suicida del posto di blocco stradale di Tulkarem              | 29 dicembre 2005 | Pressi di Tulkarem (Cisgiordania)    | 3                          | Un militare israeliano è ucciso quando un palestinese che viaggiava lungo la strada per portare a segno un attentato viene scoperto e fa saltare allora in aria se stesso al posto di blocco. Un secondo attentatore viene anche ucciso nell'esplosione, così come l'autista e un terzo passeggero. Tre soldati e sette palestinesi sono feriti.                 |

### 2006 (3 attentati)
| Nome                                   | Data            | Località                                                            | Numero delle vittime | Note |
| -------------------------------------- | --------------- | ------------------------------------------------------------------- | -------------------- | --- |
| 1° attentato del ristorante Rosh Ha'ir | 19 gennaio 2006 | Vicinanze della vecchia stazione centrale degli autobus di Tel Aviv | 31 feriti            | Il Movimento per il Jihad Islamico in Palestina ne rivendica la responsabilità.                                  |
| Attentato dinamitardo di Kedumim       | 30 marzo 2006   | Kdumim (Cisgiordania)                                               | 4                    | Le Brigate dei Martiri di al-Aqsa ne rivendicano la responsabilità.                                              |
| 2° attentato del ristorante Rosh Ha'ir | 17 aprile 2006  | Vicinanze della vecchia stazione centrale degli autobus di Tel Aviv | 11                   | 68 feriti. Attuato dal Movimento per il Jihad Islamico in Palestina insieme alle Brigate dei Martiri di al-Aqsa. |

### 2007 (1 attentato)
| Nome                                            | Data            | Località | Numero delle vittime | Note |
| ----------------------------------------------- | --------------- | -------- | -------------------- | --- |
| Attentato dinamitardo della panetteria di Eilat | 29 gennaio 2007 | Eilat    | 3                    | Sia il Movimento per il Jihad Islamico in Palestina sia le Brigate dei Martiri di al-Aqsa ne rivendicano la responsabilità. |

### 2008 (2 attentati)
| Nome                                        | Data            | Località                                                        | Numero delle vittime | Note |
| ------------------------------------------- | --------------- | --------------------------------------------------------------- | -------------------- | --- |
| Attentato suicida di Dimona (febbraio 2008) | 4 febbraio 2008 | Dimona                                                          | 1                    | 9 feriti. Attuato congiuntamente dalle Brigate dei Martiri di al-Aqsa e dal Fronte Popolare per la Liberazione della Palestina (FPLP). |
| Attentato suicida di Kerem Shalom           | 19 aprile 2008  | Posto di blocco di frontiera di Kerem Shalom (Striscia di Gaza) | 13 feriti            | Tre attentatori suicidi palestinesi assaltano la recinzione frontaliera per aggredire la postazione militare dell'IDF di Kerem Shalom, facendosi esplodere e ferendo numerosi imprecisati soldati israeliani. Hamas ne rivendica la responsabilità. |

## Numero totale delle vittime (per anno)
| Anno   | Totale |
| ------ | ------ |
| 1989   | 16     |
| 1993   | 1      |
| 1994   | 38     |
| 1995   | 39     |
| 1996   | 59     |
| 1997   | 24     |
| 1998   | 3      |
| 1999   | 0      |
| 2000   | 6      |
| 2001   | 85     |
| 2002   | 238    |
| 2003   | 145    |
| 2004   | 98     |
| 2005   | 33     |
| 2006   | 15     |
| 2007   | 3      |
| 2008   | 1      |
| Totale | 804    |